# Boeing P-12
Boeing P-12 hay F4B là một loại máy bay tiêm kích của Hoa Kỳ hoạt động trong Binh chủng Không quân Lục quân Hoa Kỳ và Hải quân Hoa Kỳ.

## Thiết kế và phát triển
Boeing phát triển loại máy bay như một dự án tư nhân nhằm thay thế cho Boeing F3B và Boeing F2B dành cho Hải quân Hoa Kỳ. Máy bay mới nhỏ hơn, nhẹ hơn và cơ động hơn F2B và F3B, nhưng nó vẫn sử dụng lại động cơ Wasp của F3B. Do đó, nó có vận tốc cực đại lớn hơn và hiệu suất mọi mặt tốt hơn. Hải quân thử nghiệm đánh giá 27 chiếc và đặt mua những chiếc máy bay này với tên gọi F4B-1, sau đó đến lượt Binh chủng Không quân Lục quân Hoa Kỳ (USAAC) đặt mua với tên gọi P-12. Boeing cung cấp cho USAAC 366 chiếc P-12 từ năm 1929 đến 1932. Tổng số máy bay được chế tạo ở mọi phiên bản là 586 chiếc.

## Lịch sử hoạt động
Những chiếc P-12 phục vụ trong Liên đoàn Tiêm kích số 17 (gồm các phi đội tiêm kích số 34, 73 và 95) tại Căn cứ March, California, và Liên đoàn Tiêm kích số 20 (gồm các phi đội tiêm kích số 55, 77 và 79) tại Căn cứ Barksdale, Louisiana. Những chiếc P-12 cũ hơn được sử dụng trong các Liên đoàn hoạt động ở nước ngoài: Liên đoàn không quân hỗn hợp số 4 (phi đội tiêm kích số 3) tại Philippines, Liên đoàn Tiêm kích số 16 (gồm các phi đội tiêm kích số 24, 29, 74 và 79) tại Vùng kênh đào, và Liên đoàn tiêm kích số 18 (gồm các phi đội tiêm kích số 6 và 19) tại Hawaii.
P-12 tiếp tục phục vụ trong các liên đoàn tiêm kích tuyến đầu cho đến khi bị thay thế bởi Boeing P-26 năm 1934-1935. Những chiếc còn tồn tại tiếp tục hoạt động với vai trò huấn luyện cho đến năm 1941, khi hầu hết số máy bay P-12 bị loại bỏ và chuyển cho các trường đào tạo cơ khí.

## Các phiên bản

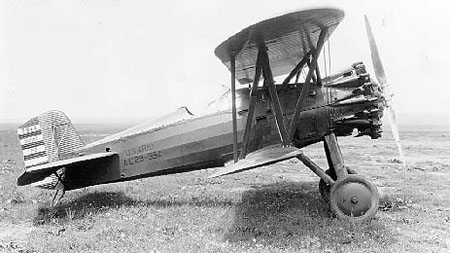
Boeing P-12

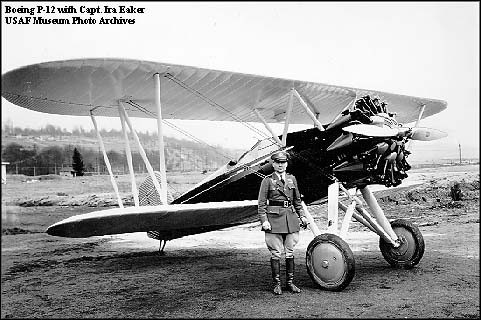
Boeing P-12 với Phi trưởng Ira Eaker

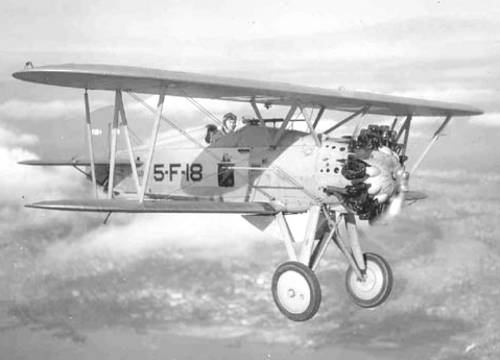
Boeing F4B thuộc phi đội VF-5 (phiên bản hải quân của P-12)

Model 83
Một mẫu thử nghiệm trang bị động cơ 425 hp Pratt & Whitney R-1340-8, về sau có tên gọi XF4B-1 trong quá trình thử nghiệm đánh giá của Hải quân.
Model 89
Một mẫu thử nghiệm có thể mang bom 500 lb ở bụng, về sau có tên gọi XF4B-1 trong quá trình thử nghiệm đánh giá của Hải quân.
P-12
Model 102, phiên bản dành cho lục quân của F4B-1 với động cơ 450 hp R-1340-7, 9 chiếc.
XP-12A
Chiếc P-12 thứ 10 được chế tạo với nắp capô NACA, động cơ 525 hp R-1340-9, 1 chiếc.
P-12B
Model 102B, như P-12 với bộ bánh lốp lớn hơn và cải tiến từ XP-12A, 90 chiếc.
P-12C
Model 222, như P-12B với nắp động cơ vòng, 96 chiếc.
P-12D
Model 234, như P-12C với động cơ 525 hp R-1340-17, 35 chiếc.
P-12E
Model 234, như P-12D với nhiều cải tiến, 110 chiếc.
P-12F
Model 251, như P-12E với động cơ 600 hp R-1340-19, 25 chiếc.
XP-12G
P-12B sửa đổi với động cơ R-1340-15, 1 chiếc sửa đổi.
XP-12H
P-12D sửa đổi với động cơ thử nghiệm GISR-1340E, 1 chiếc sửa đổi.
P-12J
P-12E sửa đổi với động cơ 575 hp R-1340-23, 1 chiếc sửa đổi.
YP-12K
P-12E và P-12J trang bị động cơ SR-1340E, 7 chiếc sửa đổi.
XP-12L
YP-12K trang bị bom tăng áp F-2, 1 chiếc sửa đổi.
A-5
Tên gọi đề xuất của P-12 hoạt động như máy bay không người lái làm bia bay điều khiển bằng sóng vô tuyến (hủy bỏ)
XF4B-1
Tên gọi 2 mẫu thử cho hải quân Mỹ, Model 83 và Model 89 cũ.
F4B-1
Boeing Model 99 cho Hải quân Mỹ, 27 chiếc.
F4B-1A
1 chiếc F-4B-1 chuyển đổi để thành máy bay cho Thứ trưởng Bộ Hải quân.
F4B-2
Boeing Model 223, cải tiến một số bộ phận, 46 chiếc.
F4B-3
Boeing Model 235, như F4B-2, 21 chiếc.
F4B-4
Boeing Model 235, như F4B-3 trang bị động cơ 550 hp R-1340-16, 92 chiếc.
F4B-4A
23 chiếc P-12 đủ loại chuyển cho USAAC để làm bia bay điều khiển bằng sóng vô tuyến.
Model 100
Phiên bản dân sự của F4B-1, 4 chiếc.
Model 100A
Phiên bản dân sự 2 chỗ cho Howard Hughes, sau này chuyển thành một chỗ, 1 chiếc.
Model 100D
Chiếc Model 100 sử dụng như máy bay thao diễn P-12.
Model 100E
Phiên bản xuất khẩu của P-12E cho Không quân Thái Lan, 2 chiếc, 1 chiếc sau này chuyển cho Hải quân Nhật duói tên gọi AXB.
Model 100F
1 phiên bản dân sự của P-12F bán cho Pratt & Whitney để thử nghiệm động cơ dưới mặt đất.
Model 218
Mẫu thử nghiệm của phiên bản F-12E/F4B-3, sau bán cho Không quân Trung Quốc
Model 256
Phiên bản xuất khẩu của F4B-4 cho Hải quân Brazil, 14 chiếc.
Model 257
Phiên bản xuất khẩu cho Brazil với thân của F4B-3 và cánh của P-12E, 9 chiếc.

## Quốc gia sử dụng
Brasil
 Trung Hoa Dân Quốc
- Không quân Dân tộc Trung Hoa

 Philippines
- Binh chủng Không quân Lục quân Philippine

 Tây Ban Nha
 Thái Lan
- Không quân Hoàng gia Thái Lan sử dụng biến thể Boeing 100E.

 United States
- Binh chủng Không quân Lục quân Hoa Kỳ
- Hải quân Hoa Kỳ

## Máy bay trưng bày
- Một chiếc P-12E hiện đang trưng bày tại Bảo tàng Không quân Quốc gia Hoa Kỳ tại Căn cứ Không quân Wright-Patterson gần Dayton, Ohio.
- một trong 4 chiếc thuộc Model 100 đang trưng bày tại Bảo tàng Bay, Seattle, Washington, Hoa Kỳ

## Thông số kỹ thuật (P-12E)

### Đặc điểm riêng
- Tổ lái: 1
- Chiều dài: 20 ft 4 in (6.19 m)
- Sải cánh: 30 ft (9.14 m)
- Chiều cao: 9 ft (2.74 m)
- Diện tích cánh:
- Trọng lượng rỗng:
- Trọng lượng cất cánh: 2.690 lb (1.220 kg)
- Trọng lượng cất cánh tối đa:
- Động cơ: 1× Pratt & Whitney R-1340-17, 500 hp (373 kW)

### Hiệu suất bay
- Vận tốc cực đại: 189 mph (304 km/h)
- Vận tốc hành trình: 160 mph (257 km/h)
- Tầm bay: 570 dặm (917 km)
- Trần bay:
- Vận tốc lên cao:
- Lực nâng của cánh:
- Lực đẩy/trọng lượng:

### Vũ khí
- Súng: 2 khẩu.30 inch (7.62 mm) hoặc 1 khẩu.30 inch (7.62 mm) và 1 khẩu.50 inch (12.7 mm)
- Bom: 244 lb (111 kg)